# Patricia Kopatchinskaja

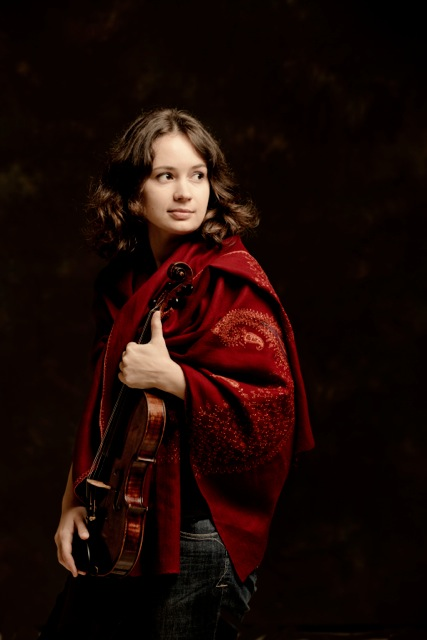
Patricia Kopatchinskaja (2012)

Patricia Kopatchinskaja (* 23. März 1977 in Chișinău, Moldauische SSR, Sowjetunion) ist eine moldauisch-österreichisch-schweizerische Geigerin.

## Leben
Patricia Kopatchinskaja kommt aus einer moldauischen Musikerfamilie, ihre Mutter Emilia ist ebenfalls Geigerin, ihr Vater Viktor spielt das Zymbal. Weil ihre Eltern ausgedehnte Konzertreisen durch die Sowjetunion unternahmen, wuchs Patricia überwiegend bei ihren Großeltern auf dem Land auf. Ab ihrem sechsten Lebensjahr nahm sie bei einer Schülerin von David Oistrach Geigenunterricht.
1989 emigrierte die Familie nach Wien und nahm die österreichische Staatsbürgerschaft an. Patricia Kopatchinskaja studierte an der Universität für Musik und darstellende Kunst Wien Komposition und Violine. Im Alter von 21 Jahren wechselte sie als Stipendiatin an die damalige Hochschule für Musik und Theater in Bern. Dort diplomierte sie im Jahr 2000 mit Auszeichnung.
Zahlreiche Komponisten haben ihr Werke gewidmet.
Patricia Kopatchinskaja lebt in Bern. 2016/17 nahm sie das Schweizer Bürgerrecht an.

## Musikerin
Nach Ansicht der Jury der Musikpreise der Royal Philharmonic Society sei Patricia Kopatchinskaja nicht nur eine der fantasievollsten Geigerinnen, die es heute gibt, sondern sie sei auch fähig, Kollegen zu elektrisieren und die Hörerschaft zu hypnotisieren. Wenn sie sich mit den düsteren Emotionen der Meisterwerke des 20. Jahrhunderts auseinandersetze oder wenn sie neue Werke vertrete, so sei sie so unwiderstehlich wie eine Naturgewalt: Leidenschaftlich, herausfordernd und völlig eigenständig in ihrer Sichtweise. Sie tritt in der Regel barfuß auf, um „direkte Verbindung mit der Erde“ zu haben.

### Komponistin
Patricia Kopatchinskaja komponierte seit der Studienzeit und in den letzten Jahren wieder vermehrt für verschiedene Besetzungen. Ihre Werke werden bei Birdsong verlegt und wurden von ihr selber sowie u. a. von Nicolas Altstaedt, Vilde Frang, Sol Gabetta, dem Trio Gaspard und der Camerata Bern aufgeführt.

### Solistin
Patricia Kopatchinskaja ist mit führenden Symphonieorchestern Europas, der USA, Japans und Russlands aufgetreten, darunter die Berliner Philharmoniker, die Wiener Philharmoniker, New York Philharmonic und NHK-Symphony Orchestra Tokyo. Auftritte auch in Südamerika, Australien und China. Wiederholte Zusammenarbeit verbindet sie mit den Dirigenten Teodor Currentzis, Péter Eötvös, Iván Fischer, Gustavo Gimeno, Mirga Gražinytė-Tyla, Heinz Holliger, Jakub Hrusa, Wladimir Jurowski, Andrés Orozco-Estrada, Kirill Petrenko, Sir Simon Rattle und François-Xavier Roth, sowie dem Australian Chamber Orchestra und dem Saint Paul Chamber Orchestra (Minnesota, USA).
Regelmäßige Kammermusikpartner sind die Pianisten Joonas Ahonen, Markus Hinterhäuser, Polina Leschenko, Anthony Romaniuk und Fazil Say, die Cellistin Sol Gabetta und der Klarinettist Reto Bieri.
Das Repertoire von Kopatchinskaja reicht von der Renaissance über die Klassik bis zur Neuen Musik. Während ihres Kompositionsstudiums in Wien beschäftigte sie sich intensiv mit der Zweiten Wiener Schule: Arnold Schönberg, Anton Webern und Alban Berg. Zu ihren Lieblingskomponisten zählen außerdem György Kurtág, György Ligeti, die Schostakowitsch-Schülerin Galina Ustwolskaja und Michael Hersch.

### Historische Aufführungspraxis
Patricia Kopatchinskaja pflegt die Zusammenarbeit mit Originalklangensembles, z. B. mit Il Giardino Armonico, Orchestra of the Age of Enlightenment, Orchestre des Champs-Elysées und Akademie für Alte Musik Berlin sowie den Dirigenten Giovanni Antonini, Philippe Herreweghe und René Jacobs.

### Leitung von Orchestern
Patricia Kopatchinskaja leitet bei ihren Soloauftritten oft auch das Orchester, z. B. das Australian Chamber Orchestra, das Mahler Chamber Orchestra, die Camerata Salzburg, die Camerata Bern, das St. Paul Chamber Orchestra (USA), die Britten Sinfonia oder die Staatskapelle Berlin. Zurzeit ist sie artistic partner der Camerata Bern.
Sie konzipierte und leitete schon mehrere multimedial inszenierte Konzertproduktionen: u. a. „Tod und das Mädchen“ mit dem Saint Paul Chamber Orchestra, „Bye-Bye Beethoven“ und "Les Adieux" mit dem Mahler Chamber Orchestra, „Dies Irae“ mit den Lucerne Festival Alumni und „Krieg und Chips“ sowie „Zeit und Ewigkeit“ mit der Camerata Bern. Im Sommer 2018 hatte sie als music director die künstlerische Leitung des Ojai Music Festivals in Kalifornien.

### Geige
Patricia Kopatchinskaja spielt eine von Giovanni Francesco Pressenda (Turin) 1834 gebaute Geige, dem englischen Musikmagazin The STRAD zufolge „ein farbenreich klingendes Instrument, dessen Viola-ähnliche Qualität ihrem Spiel ein außerordentliches tonliches Interesse verleiht“. In Ensembles mit historischem Instrumentarium verwendet sie eine von Ferdinando Gagliano (Neapel) ca. 1780 gebaute Geige. Im Jahr 2010 spielte sie für kurze Zeit die 1741 von Guarneri del Gesù gebaute Violine „ex-Carrodus“, eine Leihgabe der Österreichischen Nationalbank. Auf deren weitere Verwendung musste sie verzichten wegen unlösbarer Probleme bei der Verzollung in der Schweiz.

### Stimme
Patricia Kopatchinskaja setzt die Stimme in verschiedenen Kompositionen ein: In John Cages Living Room Music, Jorge Sánchez-Chiongs Crin, Michael Herschs Duo für Violine und Cello Das Rückgrat berstend, Heinz Holligers Das kleine Irgendwas, in ihrer Kadenz zu György Ligetis Violinkonzert, in Kurt Schwitters’ Ursonate, in Ligetis Mysteries of the Macabre oder in Schönbergs Pierrot lunaire.

## Uraufführungen
Patricia Kopatchinskaja brachte u. a. folgende Werke zur Uraufführung:
- 2004/2005: Sieben Uraufführungen, davon neu für sie geschriebene Violinkonzerte von Johanna Doderer und Otto Matthäus Zykan
- 2005/2006: Für sie geschriebene Violinkonzerte von Gerald Resch und Gerd Kühr, mit dem Radio-Symphonieorchester Wien
- 2007/2008: Für sie geschriebene Violinkonzerte von Jürg Wyttenbach und Fazıl Say
- 2009: Für sie geschriebenes Violinkonzert von Faradj Karajew
- 2011: Für sie geschriebene Violinkonzerte von Maurizio Sotelo und Helmut Oehring („Vier Jahreszeiten“) sowie von Oh whispering suns für Doppelchor, Solovioline und Cymbal von Vanessa Lann
- 2012: Für sie geschriebene Romanze für Violine und Streichorchester von Tigran Mansurian, mit der Amsterdam Sinfonietta.
- 2014: Eigenes Violinkonzert Hortus animae, mit Camerata Bern.
- 2015: Dialogue, Konzert für Violine, Violoncello und Orchester von Mark-Anthony Turnage, mit Sol Gabetta und dem Gstaad Festival Orchestra.
- 2015: Für sie geschriebenes Violinkonzert von Michael Hersch, mit dem St-Paul Chamber Orchestra (USA).
- 2016: Mauricio Sotelo: Red Inner Light Sculpture für Solovioline, Streicher, Perkussion und Flamencotänzer (Auftragskomposition P.K.)
- 2017: Michael Hersch: Duo für Violine und Cello Das Rückgrat berstend, mit Jay Campbell.
- 2019: Michel van der Aa: Doppelkonzert für Violine und Violoncello, mit Sol Gabetta, Concertgebouw Orchester und Peter Eötvös.
- 2019: Doppelkonzert für Violine und Violoncello von Francisco Coll, unter der Leitung des Komponisten, mit Sol Gabetta und Camerata Bern.
- 2019: LaLuLaLied von Francisco Coll, in Bern.
- 2019: Duo für Violine und Cello von Marton Illes, mit Jay Campbell in Santa Barbara, California.
- 2020: Violinkonzert von Marton Illes, mit dem WDR-Orchester Köln unter Michael Wendeberg.
- 2020: Violinkonzert von Francisco Coll, mit der Philharmonie de Luxembourg unter Gustavo Gimeno.
- 2020: Violinkonzert Possible Places von Dmitri Kourliandski (geb. 1976), mit dem SWR-Orchester Stuttgart und Teodor Currentzis.
- 2020: Konzert für zwei Violinen Gemini von Helene Winkelmann, mit Helene Winkelmann und dem Basler Symphonieorchester unter Ivor Bolton.
- 2021: Violinkonzert Corpo elettrico von Luca Francesconi, in Porto, mit Orquestra Sinfónica do Porto Casa da Música unter Stephan Blunier (gefolgt von französischer Erstaufführung in Paris).
- 2021: Konzert für Violine, Orchester und Elektronik von Fred Popovici, mit dem Moldova Philharmonischen Orchester von Iasi (Rumänien) unter Adrian Petrescu in Iasi und Bukarest.
- 2023: 2. Violinkonzert Not alone we fly von Aureliano Cattaneo, mit der Philharmonie Essen unter Jonathan Stockhammer
- 2024: "A play", Konzert für Violine, Cello und Orchester von Patricia Kopatchinskaja (patkop), mit Sol Gabetta und Orchestra della Svizzera Italiana in Lugano unter Markus Poschner.

## Auszeichnungen
- 1997: 2. Preis in der Altersgruppe von 18 bis 23 Jahre in der Kategorie „Streicher“ beim Internationalen Wettbewerb  «Classica Nova» In Memoriam Dmitri Schostakowitsch (Hannover)[15]
- 2000: Tschumi-Preis des Konservatoriums Bern für den besten Jahresabschluss (Konzertdiplom).
- 2000: 1. Preis beim Internationalen Henryk Szeryng Wettbewerb in Mexico
- 2002: Credit SuisseYoung Artist Award[16]
- 2004: New Talent – SPP Award der European Broadcasting Union (EBU)
- 2006: Förderpreis Deutschlandfunk zum Bremer Musikfest-Preis[17]
- 2008: Anerkennungspreis der Musikkommission des Kantons Bern, Schweiz
- 2009: ECHO Klassik im Bereich Kammermusik für CD-Einspielung mit Fazıl Say: Werke für Violine und Klavier von Beethoven, Ravel, Bartók & Say
- 2010: BBC Music Magazine award (orchestral category) für CD-Einspielung mit Philippe Herreweghe und dem Orchestre des Champs Elysees: Gesamtwerk für Violine und Orchester von Beethoven
- 2011: „Goldener Bogen“ der Musikfestwochen Meiringen, Schweiz
- 2012: Praetorius Musikpreis des Landes Niedersachsen in der Kategorie „Musikalische Innovation“
- 2013: ECHO Klassik im Bereich Konzerteinspielung des Jahres (20./21. Jh.)/Violine,  Gramophone Award „Recording of the year“ sowie Grammy Nomination, jeweils für die Doppel-CD mit Violinkonzerten von Bartók, Ligeti und Eötvös mit HR-Symphonieorchester Frankfurt bzw. Ensemble Modern unter Peter Eötvös (Naive)
- 2013: Royal Philharmonic Society Music Award 2013 (Category instrumentalist)[6]
- 2014: International Classical Music Award (Category Concerto) für die Doppel-CD mit Violinkonzerten von Bartók, Ligeti und Eötvös mit HR-Symphonieorchester Frankfurt bzw. Ensemble Modern unter Peter Eötvös (Naive)
- 2014: Prix Caecilia (Belgien) für die CD mit Violinkonzerten von Stravinsky und Prokofjev mit London Philharmonic Orchestra unter Wladimir Jurowski (Naive)
- 2016: Musikpreis des Kantons Bern (Schweiz)[18]
- 2017: Grand Prix des Schweizer Musikpreises 2017[19]
- 2018: Grammy Kategorie Chamber Music/Small Ensemble für CD „Schubert: Tod und das Mädchen“ mit Saint Paul Chamber Orchestra, Alpha Classics.[20]
- 2019: 29. Würth-Preis der Jeunesses Musicales Deutschland[21]
- 2020: Ehrenmitgliedschaft Konzerthausgesellschaft Wien[22]
- 2021: Opus-Klassik-Preis und Edison Award für „What's Next Vivaldi?“ (CD Alpha Classics) mit Il Giardino Armonico unter Leitung von Giovanni Antonini[23]
- 2024: Österreichischer Kunstpreis für Musik[24]
- 2025: Honorary Membership of the Royal College of Music (Hon RAM)

## Diskografie
Patricia Kopatchinskaja hat bislang 31 CDs veröffentlicht.
| Jahr | Stücke | Mitwirkende | Verlag/Nr.                                            | Typ       |
| ---- | --- | --- | ----------------------------------------------------- | --------- |
| 1998 | ein klang 1996–1998 darauf von Kopatchinskaja: Johanna Doderer - Awakening 2 for three Violins | - Kinga Voss (Violine) - Jacqueline Kopacinski (Violine) | Einklang Records 001/002                              | Doppel-CD |
| 2001 | An Introduction To Dmitri Smirnov - Elegy (in Memory of Edison Denisov) für Cello solo - String of Destiny (Piano Sonata No. 4) für Klavier - Es ist... (Violin Sonata No. 3) - Trio for violin, cello and piano - Sonata (für Cello und Klavier) - Postlude (in Memory of Alfred Schnittke) für Violine solo | - Alexander Iwaschkin (Cello) - Ivan Sokolov (Klavier) | Megadisc 7818                                         | CD        |
| 2001 | Nikolai Korndorf - In Honour of Alfred Schnittke (Trio für Violine, Viola und cello) - Passacaglia für Cello solo - Are you ready, Brother? (Trio für Klavier, Violine und Cello) | - Daniel Raiskin (Viola) - Alexander Iwaschkin (Cello) - Ivan Sokolov (Klavier) | Megadisc 7817                                         | CD        |
| 2004 | Boris Yoffe: 32 Gedichte aus dem Quartettbuch | - Daniel Kobyliansky (Violine) - Boris Yoffe (Viola) - Dichtiar Druski (Cello) | Antes Edition, Bella Musica 319192                    | CD        |
| 2006 | Jubiläums-CD Klassik (50 Jahre DRS 2) darauf auf der 10. CD („Junge Talente“) von Kopatchinskaja George Enescu - Third Sonata (Dans le charactère populaire roumain) - 1. Moderato malinconico - 2. Andante sostenuto e misterioso - 3. Allegro con brio, ma non troppo mosso | Mihaela Ursuleasa (Klavier) | Swiss Radio DRS2, CDL1710                             | 10 CDs    |
| 2006 | Johanna Doderer - Für Violine und Orchester (für Kopatchinskaja komponiert) - Bolero für zwei Klaviere und Orchester - Rondane für Orchester | - Wiener Konzertverein - Ulf Schirmer (Dirigent) | Edition Zeitton des ORF 2009336                       | CD        |
| 2007 | Boris Yoffe, Musical Semantics darauf von Kopatchinskaja: Boris Yoffe - Sieben Gedichte aus dem Quartettbuch - Essay - Leicht, aber mit Hingabe | - Daniel Kobylianski (Viola) - Jacqueline Kopacinski (Violine) - Druski Dichtiar (Cello) - Roman Spitzer (Cello) - Angela Yoffe (Klavier) | Megadisc MDC 7798                                     | CD        |
| 2008 | Ludwig van Beethoven - Violinsonate Nr. 9 („Kreutzer-Sonate“) Maurice Ravel - Violinsonate in G-Dur Béla Bartók - 6 rumänische Volkstänze Fazıl Say - Violinsonate op. 7 | - Patricia Kopatchinskaja (Violine) - Fazıl Say (Klavier) | Naïve, V 5146                                         | CD        |
| 2008 | Fazıl Say: 1001 Nights in the Harem darauf von Kopatchinskaja: Fazıl Say - Violinkonzert 1001 nights in the harem | - Luzerner Sinfonieorchester - John Axelrod (Dirigent) | Naïve, V 5147                                         | CD        |
| 2008 | Gerd Kühr - Movimenti für Violine und Orchester (2006) Gerald Resch - Schlieren für Violine und Orchester (2005) Otto M. Zykan - Da unten im Tale, Konzert für Violine und Orchester (2004) | - Radio-Symphonieorchester Wien - Stefan Asbury (Dirigent) - Johannes Kalitzke (Dirigent) - Bertrand de Billy (Dirigent) | col legno, WWE 1CD 20279                              | CD        |
| 2009 | Beethoven: Complete works for violin and orchestra Ludwig van Beethoven - Konzert für Violine und Orchester D-Dur op. 61 - Romanze für Violine und Orchester Nr. 2 F-Dur op. 50 - Romanze für Violine und Orchester Nr. 1 G-Dur op. 40 - Konzert für Violine und Orchester C-Dur WoO 5, Fragment des ersten Satzes | - Orchestre des Champs-Élysées - Philippe Herreweghe (Dirigent) | Naïve, V 5174                                         | CD        |
| 2010 | Patricia Kopatchinskaja: Rapsodia – Music from my homeland - Werke von Enescu, Kurtag, Ligeti, Sanchez-Chiong, Ravel, Moldovan Folklore | - Patricia Kopatchinskaja (Violine) - Emilia Kopatchinskaja (Violine & Viola) - Viktor Kopatchinsky (Zymbal) - Martin Gjakonovski (Double Bass) - Mihaela Ursuleasa (Piano) | Naïve, V 5193                                         | CD        |
| 2012 | Three Hungarian violin concertos - Bartók: Violin concerto Nr. 2 - Eötvös: Violin concerto Nr. 1 (Seven) - Ligeti: Violin concerto | - hr-Sinfonieorchester Frankfurt (Bartók, Eötvös) - Ensemble Modern Frankfurt (Ligeti) - Péter Eötvös (Dirigent) | Naïve, V 5285                                         | Doppel-CD |
| 2013 | Two Russian violin concertos - Stravinsky: Concerto in re - Prokofjev: Violin concerto Nr. 2 | - London Philharmonic Orchestra - Wladimir Jurowski (Dirigent) | Naïve, V 5352                                         | CD        |
| 2014 | Quasi Parlando - Tigran Mansurian: Concertos for violin/cello and strings | - Amsterdam Sinfonietta - Candida Thompson (Leiter) - Anja Lechner (Cello) | ECM New Series 2323                                   | CD        |
| 2014 | Galina Ustwolskaja - Violin sonata, Duet, Clarinet Trio | - Patricia Kopatchinskaja (Violine) - Markus Hinterhäuser (Klavier) - Reto Bieri (Klarinette) | ECM New Series 2329                                   | CD        |
| 2015 | Gija Kantscheli - Chiaroscuro, Twilight | - Gidon Kremer (Violine) - Patricia Kopatchinskaja (Violine) - Kremerata Baltica | ECM New Series 2442                                   | CD        |
| 2015 | TAKE-TWO: Duette aus 1000 Jahren Musikgeschichte Werke von Gesualdo, De Machaut, Gibbons, Giamberti, Biber, Bach, De Falla, Milhaud, Vivier, Martinů, Cage, Holliger, Sotelo, Dick, Sanchez-Chiong und aus dem Winchester Troper | - Patricia Kopatchinskaja (Violine, Barockvioline, Stimme) - Reto Bieri (Klarinette, Violine, Okarina) - Laurence Dreyfus (Tenorgambe) - Pablo Marquez (Gitarre) - Anthony Romaniuk (Cembalo, Spielzeugklavier) - Jorge Sanchez-Chiong (Turntables, Elektronik) - Matthias Würsch (Darbuka) - Ernesto Estrella (Stimme) | Alpha Classics                                        | CD        |
| 2016 | Pjotr Iljitsch Tschaikowski Violinkonzert Igor Strawinsky Les Noces | - Patricia Kopatchinskaja (Violine) - Musica Aeterna, Perm - Teodor Currentzis (Dirigent) | SONY classical                                        | CD        |
| 2016 | Robert Schumann Complete symphonic works. Vol. 4 - Violinkonzert - Klavierkonzert | - Patricia Kopatchinskaja (Violine) - Dénes Várjon (Klavier) - WDR Sinfonieorchester Köln - Heinz Holliger (Dirigent) | Audite                                                | CD        |
| 2016 | Faradj Karaev - Violinkonzert - Vingt ans après „Nostalgie...“ (Symphonie) | - Patricia Kopatchinskaja (Violine) - Azerbaijan Symphony Orchestra Baku - Rauf Abullayev (Dirigent) | Paladino Music                                        | CD        |
| 2016 | Robert Schumann Complete symphonic works. Vol. 5 - Konzertstücke für Klavier und Orchester op. 92 und 134 - Fantasie für Violine und Orchester op.131 - Konzertstück für vier Hörner und Orchester op. 86 | - Patricia Kopatchinskaja (Violine) - Alexander Lonquich (Klavier) - WDR Sinfonieorchester Köln - Heinz Holliger (Dirigent) | Audite                                                | CD        |
| 2016 | - Schubert: Der Tod und das Mädchen (Fassung für Streichorchester) - Nörmiger: Toden Tanz aus „Tabulaturenbuch auff dem Instrumente“ - Anonymus / Kopatchinskaja: Byzantinischer Gesang zu Psalm 140 - Dowland: Seven Teares - Gesualdo: Madrigal - Kurtág: Ligatura-Message to Frances-Maria - Kurtág: Ruhelos aus Kafka-Fragmente | - Patricia Kopatchinskaja (Leitung/Violine) - Saint Paul Chamber Orchestra | Alpha Classics                                        | CD        |
| 2018 | DEUX - Francis Poulenc: Violinsonate - Léo Delibes: Walzer aus Coppélia für Klavier solo - Béla Bartók: Violinsonate Nr. 2* - Maurice Ravel: Tzigane | - Patricia Kopatchinskaja (Violine) - Polina Leschenko (Klavier) | Alpha Classics                                        | CD        |
| 2018 | Michael Hersch - End Stages, Violin Concerto - Violin Concerto (2015) - End Stages für Orchester | - Orpheus Chamber Orchestra (End Stages) - ICE - International contemporary Ensemble, New York (Violinkonzert) - Tito Munoz (Dirigent) (Violinkonzert) - Patricia Kopatchinskaja (Violine) | New Focus Recordings fcr 208                          | CD        |
| 2019 | ZEIT UND EWIGKEIT - John Zorn: Kol Nidre - Karl Amadeus Hartmann: Concerto funebre - Frank Martin: Polyptyque - Lubos Fiser: Crux - Johann Sebastian Bach: Choraltranskriptionen für Streichorchester | - Camerata Bern - Patricia Kopatchinskaja (Konzept, Leitung, Solovioline) | Alpha Classics alpha545                               | CD        |
| 2020 | WHATS NEXT VIVALDI? - Antonio Vivaldi: Violinkonzerte RV 157, 191, 208, 253, 550 - Aurelio Cattaneo: Estroso - Luca Francesconi: Spiccato Il Volo - Simone Movio: Incanto XIX - Marco Stroppa: Dilanio Avvinto - Giovanni Sollima: Moghul - Bela Bartok: The Bagpipe | - Il Giardino Armonico - Giovanni Antonini (Dirigent, Blockflöte) - Patricia Kopatchinskaja (Solovioline) | Alpha Classics alpha624                               | CD        |
| 2020 | PLAISIRS ILLUMINÉS - Sándor Veress: Musica concertante für 12 Streicher - György Kurtág: Trio Jelek VI aus Games, Signs and Messages - Alberto Ginastera: Konzert für Streicher op. 33 - Béla Bartók: Duo Pizzicato - György Ligeti: Duo Balada si joc - Francisco Coll: Plaisirs illuminés, Doppelkonzert für Violine, Violoncello und Orchester - Improvisation: Camerata’s Birds | - Camerata Bern - Patricia Kopatchinskaja (Leitung, Solovioline) - Sol Gabetta (Violoncello) - Francisco Coll (Dirigent) (Doppelkonzert) | Alpha Classics alpha580                               | CD        |
| 2021 | PIERROT LUNAIRE - Arnold Schönberg: Pierrot lunaire op. 21 - Johann Strauss (Sohn): Kaiserwalzer op. 437 (arr. Schönberg) - Arnold Schönberg: Fantasie für Violine und Klavier op.47 - Anton Webern: Vier Stücke für Geige und Klavier op.7 - Fritz Kreisler: Kleiner Wiener Marsch - Arnold Schönberg: Sechs kleine Stücke für Klavier op.19 | - Patricia Kopatchinskaja (Sprechgesang, Violine) - Joonas Ahonen (Klavier) - Reto Bieri (Klarinette, Bassklarinette) - Julia Gallego (Flöte) - Meesun Hong Coleman (Violine, Viola) - Thomas Kaufmann (Violoncello) | Alpha Classics alpha722                               | CD        |
| 2021 | PORTRAIT FRANCISCO COLL - Francisco Coll - Concerto for violin and orchestra (2019) - Hidd’n Blue, Op. 6 für Orchester (2009-2011) - Mural für grosses Orchester (2013-2015) - Four Iberian Miniatures für Violine und Kammerorchester (2014) - Aqua Cinerea für grosses Orchester (2005) | - Philharmonisches Orchester von Luxemburg - Gustavo Gimeno (Dirigent) - Patricia Kopatchinskaja (Violine) | Pentatone PTC 5186951                                 | CD        |
| 2021 | SOL & PAT - Jean-Marie Leclair: Tambourin C Dur - Jörg Widmann: Aus den Duos für Violine und Cello - Carl Philipp Emanuel Bach: Presto, Helm 66 VI - Francisco Coll: Rizoma - Maurice Ravel: Sonate A Dur für Violine und Cello, M.73 - Marcin Markowicz: Interlude - Julien-Francois Zbinden: La Fête Au Village, Op.9 - Iannis Xenakis: Dhipli Zyia - Gyôrgy Ligeti: Hommage À Hilding Rosenberg - Zoltan Kodâly: Duo für Violine und Cello D Dur, Op.7 - Johann Sebastian Bach: Präludium No. 15 G Dur, BWV 860 | - Sol Gabetta (Cello) - Patricia Kopatchinskaja (Violine) | Alpha Classics alpha 757 Veröffentlicht: Oktober 2021 | CD        |